# Andrew McNally
Andrew McNally (* 1838 in Armagh; † 7. Mai 1904 in Altadena) war ein US-amerikanischer Kartenverleger und Unternehmer.
McNally war Drucker. Er wanderte 1857 von Irland nach Amerika aus. Im Jahr 1868 gründete er zusammen mit seinem Arbeitgeber William H. Rand den Kartenverlag Rand McNally, 1888 begann er im heutigen La Mirada eine Olivenplantage zu entwickeln.